# Pero ligera
Pero ligera är en fjärilsart som beskrevs av William Schaus 1901. Pero ligera ingår i släktet Pero och familjen mätare. Inga underarter finns listade i Catalogue of Life.